# Caraipa utilis
Caraipa utilis är en tvåhjärtbladig växtart som beskrevs av R. Vásquez M.. Caraipa utilis ingår i släktet Caraipa och familjen Calophyllaceae. Inga underarter finns listade i Catalogue of Life.